# Kula (rehabilitacja)
Kula – przyrząd rehabilitacyjny ułatwiający lub umożliwiający poruszanie się w przypadku dysfunkcji lub amputacji kończyn dolnych. Najczęściej wykonane są z teleskopowych rurek aluminiowych, w których wykonano otwory umożliwiające regulację długości podpór dopasowujące do wzrostu.

## Rodzaje kul
- kula łokciowa – wykonana z metalu i tworzyw sztucznych; ręka trzymająca kulę jest stabilizowana poniżej łokcia przez specjalną obręcz.
- kula pachowa (dawniej używana była również nazwa szczudła inwalidzkie[1]) – wykonana z drewna lub metalu, podpierająca pachę.

## Galeria

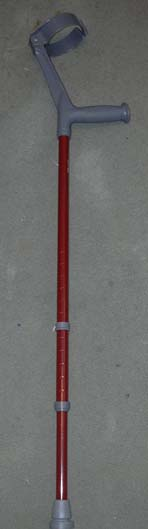
Kula łokciowa
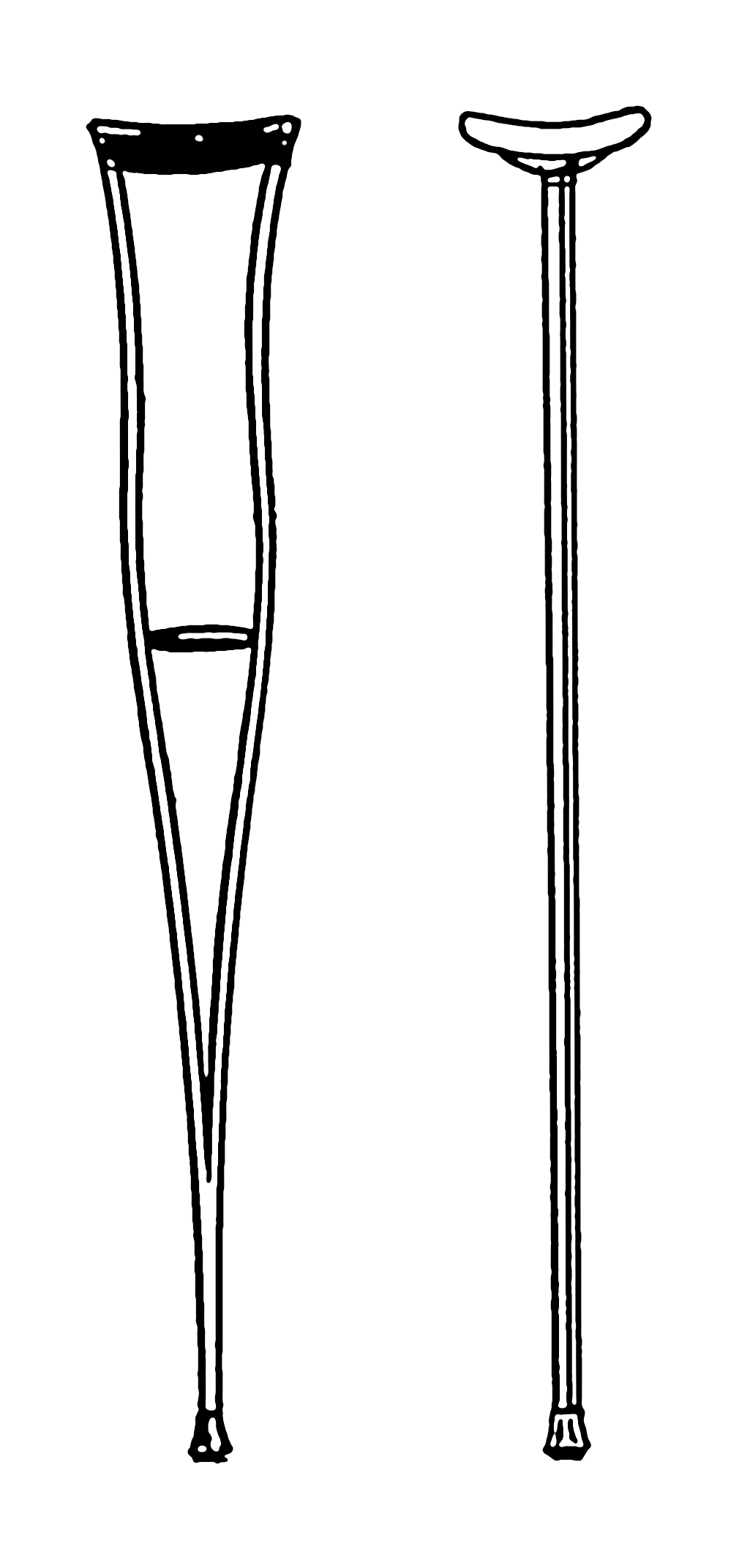
Kula pachowa